# Seznam českých hráčů v NHL v sezóně 2018/2019
Toto je seznam hráčů Česka a jejich statistiky, kteří se objevili v NHL v sezóně 2018/2019.

| Tým                                    | Hráč             | Post        | Počet zápasů | Branky | Asistence | Body | Počet zápasů v play off | Branky v play off | Asistence v play off | Body v play off | Poznámka / hrál také za | Statistiky v NHL                            |
| -------------------------------------- | ---------------- | ----------- | ------------ | ------ | --------- | ---- | ----------------------- | ----------------- | -------------------- | --------------- | ----------------------- | ------------------------------------------- |
| Dallas Stars                           | Radek Faksa      | C           | 81           | 15     | 15        | 30   |                         |                   |                      |                 |                         |                                             |
| San Jose Sharks                        | Radim Šimek      | D           | 41           | 1      | 8         | 9    |                         |                   |                      |                 |                         |                                             |
| Philadelphia Flyers                    | Jakub Voráček    | PK          | 78           | 20     | 46        | 66   | Ne                      | Ne                | Ne                   | Ne              |                         |                                             |
| Anaheim Ducks                          | Andrej Šustr     | O           | 5            | 0      | 0         | 0    | Ne                      | Ne                | Ne                   | Ne              |                         |                                             |
| Boston Bruins                          | David Pastrňák   | PK          | 66           | 38     | 43        | 81   |                         |                   |                      |                 |                         |                                             |
| Boston Bruins                          | David Krejčí     | C           | 81           | 20     | 53        | 73   |                         |                   |                      |                 |                         |                                             |
| Tampa Bay Lightning Chicago Blackhawks | Jan Rutta        | O           | 14 23        | 0 2    | 2 4       | 2 6  | Ne                      | Ne                | Ne                   | Ne              |                         |                                             |
| Vegas Golden Knights                   | Tomáš Nosek      | LK          | 68           | 8      | 9         | 17   | 7                       | 0                 | 0                    | 0               |                         |                                             |
| Vegas Golden Knights                   | Tomáš Hyka       | PK          | 17           | 1      | 3         | 4    | Ne                      | Ne                | Ne                   | Ne              |                         |                                             |
| New York Rangers                       | Filip Chytil     | C           | 75           | 11     | 12        | 23   | Ne                      | Ne                | Ne                   | Ne              |                         |                                             |
| Washington Capitals                    | Dmitrij Jaškin   | PK / LK     | 37           | 2      | 6         | 8    | Ne                      | Ne                | Ne                   | Ne              |                         |                                             |
| Chicago Blackhawks                     | David Kämpf      | C / PK      | 63           | 4      | 15        | 19   | Ne                      | Ne                | Ne                   | Ne              |                         |                                             |
| Dallas Stars                           | Martin Hanzal    | C           | 7            | 1      | 1         | 2    |                         |                   |                      |                 |                         |                                             |
| St. Louis Blues                        | Jakub Jeřábek    | O           | 1            | 0      | 0         | 0    |                         |                   |                      |                 |                         |                                             |
| Detroit Red Wings                      | Libor Šulák      | O           | 6            | 0      | 0         | 0    | Ne                      | Ne                | Ne                   | Ne              |                         |                                             |
| Detroit Red Wings                      | Filip Hronek     | O           | 46           | 5      | 18        | 23   | Ne                      | Ne                | Ne                   | Ne              |                         |                                             |
| Columbus Blue Jackets                  | Lukáš Sedlák     | C / LK      | 47           | 4      | 2         | 6    |                         |                   |                      |                 |                         |                                             |
| Calgary Flames                         | Michael Frolík   | PK          | 65           | 16     | 18        | 34   | 5                       | 0                 | 0                    | 0               |                         |                                             |
| Washington Capitals                    | Michal Kempný    | O           | 71           | 6      | 19        | 25   | 24                      | 2                 | 3                    | 5               |                         |                                             |
| Washington Capitals                    | Jakub Vrána      | LK          | 82           | 24     | 23        | 47   | 7                       | 0                 | 0                    | 0               |                         | Archivováno 13. 4. 2017 na Wayback Machine. |
| Anaheim Ducks                          | Ondřej Kaše      | PK          | 30           | 11     | 9         | 20   | Ne                      | Ne                | Ne                   | Ne              |                         |                                             |
| Dallas Stars                           | Roman Polák      | O           | 77           | 1      | 8         | 9    |                         |                   |                      |                 |                         |                                             |
| Detroit Red Wings                      | Martin Frk       | PK          | 30           | 1      | 5         | 6    | Ne                      | Ne                | Ne                   | Ne              |                         |                                             |
| San Jose Sharks                        | Tomáš Hertl      | C / LK / PK | 77           | 35     | 39        | 74   |                         |                   |                      |                 |                         |                                             |
| New Jersey Devils                      | Pavel Zacha      | C           | 61           | 13     | 12        | 25   | Ne                      | Ne                | Ne                   | Ne              |                         |                                             |
| Buffalo Sabres                         | Vladimír Sobotka | C           | 69           | 5      | 8         | 13   | Ne                      | Ne                | Ne                   | Ne              |                         |                                             |
| Tampa Bay Lightning                    | Ondřej Palát     | LK          | 64           | 8      | 26        | 34   | 4                       | 1                 | 0                    | 1               |                         |                                             |
| Pittsburgh Penguins                    | Dominik Simon    | C / LK      | 71           | 8      | 20        | 28   | 4                       | 0                 | 1                    | 1               |                         | Archivováno 22. 4. 2018 na Wayback Machine. |
| Carolina Hurricanes                    | Martin Nečas     | C           | 7            | 1      | 1         | 2    |                         |                   |                      |                 |                         |                                             |
| San Jose Sharks                        | Lukáš Radil      | Ú           | 36           | 7      | 4         | 11   |                         |                   |                      |                 |                         |                                             |
| Detroit Red Wings                      | Filip Zadina     | Ú           | 9            | 1      | 2         | 3    | Ne                      | Ne                | Ne                   | Ne              |                         | [nedostupný zdroj]                          |
| New York Rangers                       | Libor Hájek      | O           | 5            | 1      | 0         | 1    | Ne                      | Ne                | Ne                   | Ne              |                         | Archivováno 14. 3. 2019 na Wayback Machine. |
| Ottawa Senators                        | Filip Chlapík    | Ú           | 5            | 1      | 0         | 1    | Ne                      | Ne                | Ne                   | Ne              |                         | Archivováno 22. 4. 2018 na Wayback Machine. |
| Boston Bruins                          | Jakub Zbořil     | O           | 2            | 0      | 0         | 0    |                         |                   |                      |                 |                         |                                             |
| Carolina Hurricanes                    | Petr Mrázek      | B           | 0            | 0      | 0         | 0    |                         |                   |                      |                 |                         |                                             |
| Philadelphia Flyers                    | Michal Neuvirth  | B           | 0            | 0      | 0         | 0    | Ne                      | Ne                | Ne                   | Ne              |                         |                                             |
| Calgary Flames                         | David Rittich    | B           | 0            | 0      | 0         | 0    |                         |                   |                      |                 |                         |                                             |
| Colorado Avalanche                     | Pavel Francouz   | B           | 0            | 0      | 0         | 0    |                         |                   |                      |                 |                         |                                             |

- LK - levé křídlo
- C - centr
- PK - pravé křídlo
- O - obránce
- B - brankář